# Halictus atripes
Halictus atripes är en biart som beskrevs av Morawitz 1893. Halictus atripes ingår i släktet bandbin, och familjen vägbin. Inga underarter finns listade i Catalogue of Life.